# Erik Berntsson
Erik Berntsson är en svensk före detta fotbollsspelare (anfallare) som representerade Gais i Allsvenskan 1936/1937.
Berntsson kom till Gais från Varbergs Bois våren 1937. Han spelade sammanlagt fem allsvenska matcher (två mål) under avslutningen av säsongen, men försvann sedan från laget. Efter säsongen anmälde Djurgårdens IF Gais för brott mot övergångsreglerna, då Berntsson enligt Djurgården inte skulle ha varit kvalificerad att spela för Gais eftersom han inte skulle ha stått över spel de 90 dagar som enligt tidens bestämmelser krävdes vid ett klubbyte. Om Djurgårdens protest hade gått igenom hade Gais förlorat nio poäng och Djurgården tilldelats två poäng, och stockholmarna hade därmed klarat sig kvar i Allsvenskan på Gais bekostnad. Gais och Berntsson friades emellertid från anklagelserna.